# Segoe Media Center
Segoe Media Center是一个从媒体中心导入的字体，包含Segoe Media Center 半粗体、Segoe Media Center 常规体。

## 制作和编辑

### 编辑
文本编辑器包含了所有字体。

### 制作
大多数使用蒙纳公司提供的Segoe UI。